# 7e circonscription sénatoriale du Chili
La 7e circonscription sénatoriale du Chili est une circonscription électorale située dans la région métropolitaine de Santiago et qui élit cinq sénateurs au Sénat chilien. 
Elle est créée en 2015, à partir de l'ancienne septième et huitième circonscription sénatoriale pour élire les sénateurs. Selon le recensement de 2017, elle compte 7 112 808 habitants.

## Communes
Description géographique de la sixième circonscription de la région métropolitaine de Santiago.
- Alhué : 6 444 habitants.
- Buin : 111 934 habitants.
- Calera de Tango : 25 392 habitants.
- Conchalí : 154 909 habitants.
- Colina : 180 353 habitants.
- Cerrillos : 80 832 habitants.
- Cerro Navia : 132 622 habitants.
- Curacaví : 32 579 habitants.
- El Bosque : 162 505 habitants.
- El Monte : 	35 923 habitants.
- Estación Central : 147 041 habitants.
- Huechuraba: 98 671 habitants.
- Independencia : 100 281 habitants.
- La Cisterna : 90 119 habitants.
- La Granja : 116,571 habitants.
- La Florida : 366 916 habitants.
- La Pintana : 177 335 habitants.
- La Reina : 101 548 habitants.
- Las Condes : 294 838 habitants.
- Lo Barnechea : 105 833 habitants.
- Lo Espejo : 98 804 habitants.
- Lo Prado : 96 249 habitants.
- Macul : 116 534 habitants.
- María Pinto : 13 590 habitants.
- Maipú : 521 627 habitants.
- Melipilla : 150 466 habitants.
- Ñuñoa : 255 823 habitants.
- Paine : 72 759 habitants.
- Padre Hurtado : 63 250 habitants.
- Pedro Aguirre Cerda : 145 207 habitants.
- Peñalolén : 241 599 habitants.
- Peñaflor : 96 489 habitants.
- Talagante : 74 237 habitants.
- Quilicura : 210 410 habitants.
- Quinta Normal : 110 026 habitants.
- Recoleta : 157 851 habitants.
- Renca : 147 151 habitants.
- Santiago : 404 495 habitants.
- San Bernardo : 301 313 habitants.
- San Pedro : 9 726 habitants.
- San Miguel : 107 954 habitants.
- San Joaquín : 123 904 habitants.
- San José de Maipo : 18 189 habitants.
- San Ramón : 82 900 habitants.
- TilTil : 19 312 habitants.
- Vitacura : 85 384 habitants.

## Historique des députés

### Représentation partisane
| Sénateurs de la 6e circonscription (depuis 2018) | Sénateurs de la 6e circonscription (depuis 2018) | Sénateurs de la 6e circonscription (depuis 2018) |   |
| Législature                                      | Élections                                        | Composition                                      |   |
| ------------------------------------------------ | ------------------------------------------------ | ------------------------------------------------ | - |
| LVI                                              | 2021                                             | \| 2 \| 1 \| 1 \| 1 \|                           |   |
| 2                                                | 1                                                | 1                                                | 1 |

### Députés

#### LVIelégislature (depuis 2022)

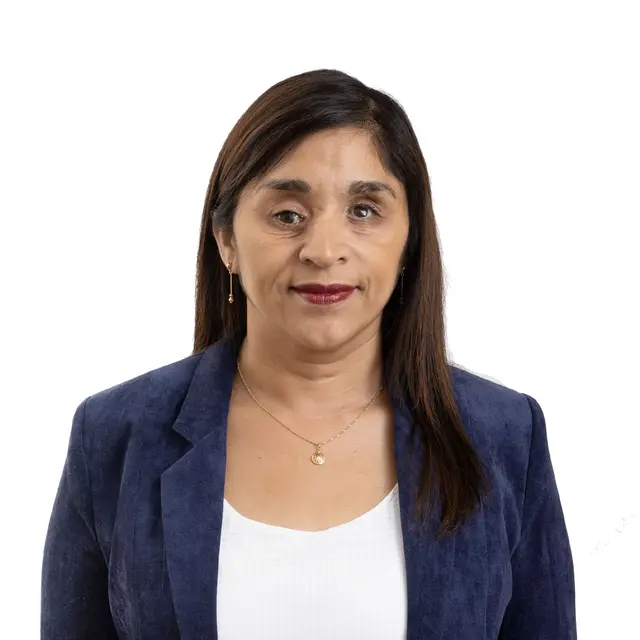
Fabiola Campillai (Ind, pro AD)
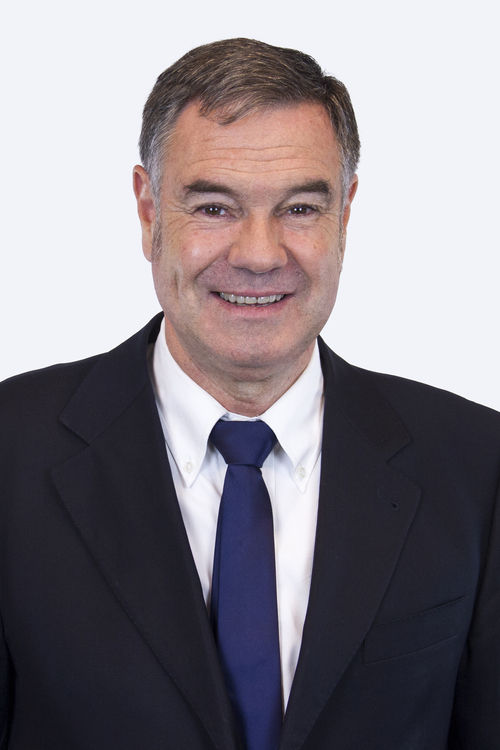
Manuel José Ossandón (es) (RN)
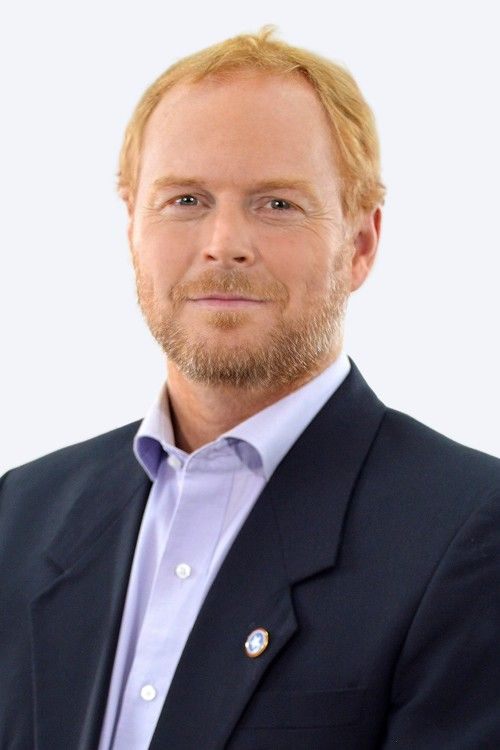
Rojo Edwards (es) (PLR)
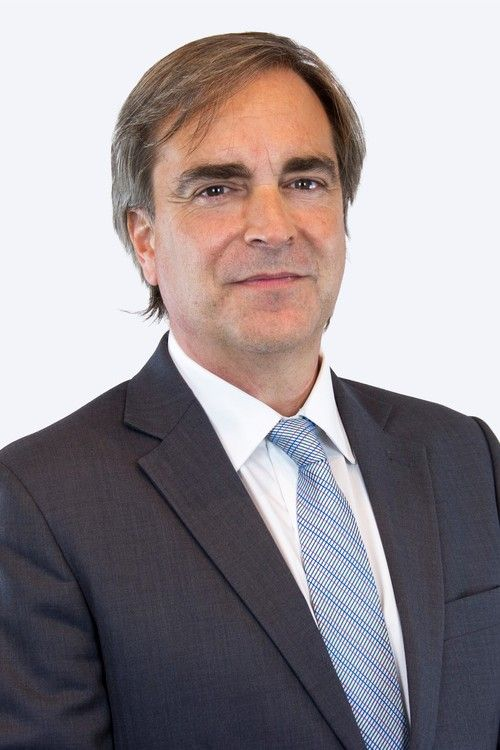
Luciano Cruz-Coke (es) (Evópoli)
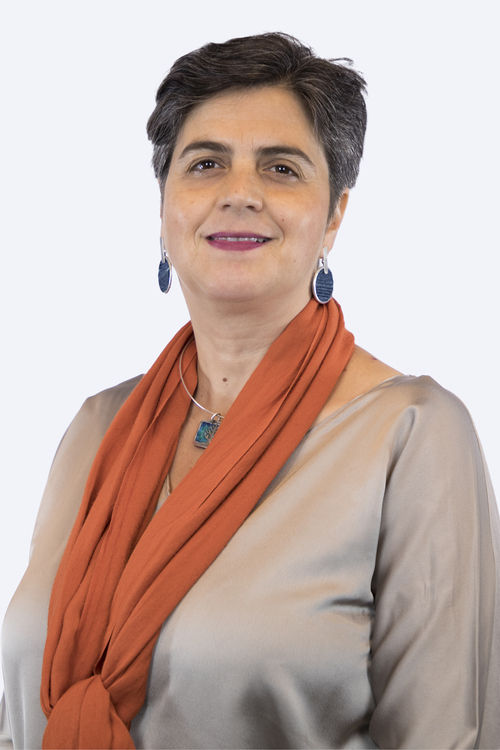
Claudia Pascual (PCCh)

## Historique des élections

### Élections parlementaires de 2021

#### Cartes

Résultats par communes et par coalitions.

#### Résultats par partis et coalitions
| Candidat                         | Candidat                              | Coalition                        | Partis                           | Partis                           | Voix    | %     | Sièges | +/- |
| -------------------------------- | ------------------------------------- | -------------------------------- | -------------------------------- | -------------------------------- | ------- | ----- | ------ | --- |
|                                  | Manuel José Ossandón Irarrázabal (es) | Chile Pode+                      |                                  | RN                               | 280 023 | 10,55 | Élu    |     |
| Luciano Cruz-Coke (es)           |                                       | Chile Pode+                      | Evópoli                          | 150 908                          | 5,68    | Élu   |        |     |
| Jaime Mañalich                   |                                       | Chile Pode+                      | Evópoli                          | 132 690                          | 5,00    |       |        |     |
| Marcela Sabat                    |                                       | Chile Pode+                      | RN                               | 109 239                          | 4,11    |       |        |     |
| Daniela Cabezas                  |                                       | Chile Pode+                      | UDI                              | 18 872                           | 0.71    |       |        |     |
| Carolina Lavín                   |                                       | Chile Pode+                      | UDI                              | 18 119                           | 0.68    |       |        |     |
| Total Chile Pode+                | Total Chile Pode+                     | Total Chile Pode+                | Total Chile Pode+                | Total Chile Pode+                | 709 851 | 26,73 | 2      | 2   |
|                                  | Claudia Pascual                       | Approbation dignité              |                                  | PCCh                             | 139 673 | 5,26  | Élue   |     |
| Karina Oliva                     |                                       | Approbation dignité              | COM                              | 112 764                          | 4,24    |       |        |     |
| Guillermo Teillier               |                                       | Approbation dignité              | PCCh                             | 101 532                          | 3,82    |       |        |     |
| Rocío Donoso                     |                                       | Approbation dignité              | RD                               | 53 074                           | 2,00    |       |        |     |
| Sebastián Depolo                 |                                       | Approbation dignité              | RD                               | 48 737                           | 1,84    |       |        |     |
| Gonzalo Martner                  |                                       | Approbation dignité              | COM                              | 112 764                          | 4,24    |       |        |     |
| Total Approbation dignité        | Total Approbation dignité             | Total Approbation dignité        | Total Approbation dignité        | Total Approbation dignité        | 500 175 | 18,84 | 1      | 1   |
|                                  | Fabiola Campillai                     | Ind, pro AD                      |                                  | Ind                              | 402 304 | 15,15 |        |     |
| Total Indépendant                | Total Indépendant                     | Total Indépendant                | Total Indépendant                | Total Indépendant                | 402 304 | 15,15 | 1      | 1   |
|                                  | Rojo Edwards (es)                     | Front social-chrétien (es)       |                                  | PRCh                             | 249 353 | 9,39  | Élu    |     |
| María Gatica                     |                                       | Front social-chrétien (es)       | PRCh                             | 27 576                           | 1,04    |       |        |     |
| Álvaro Pezoa                     |                                       | Front social-chrétien (es)       | PRCh                             | 18 908                           | 0,71    |       |        |     |
| Ricardo Ortega                   |                                       | Front social-chrétien (es)       | PRCh                             | 16 422                           | 0,62    |       |        |     |
| Pamela Pizarro                   |                                       | Front social-chrétien (es)       | PRCh                             | 15 956                           | 0,60    |       |        |     |
| Beatriz Maturana                 |                                       | Front social-chrétien (es)       | PRCh                             | 8 090                            | 0,31    |       |        |     |
| Total Front social-chrétien (es) | Total Front social-chrétien (es)      | Total Front social-chrétien (es) | Total Front social-chrétien (es) | Total Front social-chrétien (es) | 336 305 | 12,67 | 1      | 1   |
|                                  | Paulina Vodanovic                     | Nouveau Pacte Social             |                                  | PS                               | 71 239  | 2,68  |        |     |
| Gabriel Silber                   |                                       | Nouveau Pacte Social             | PDC                              | 58 686                           | 2,21    |       |        |     |
| Verónica Pardo                   |                                       | Nouveau Pacte Social             | PL (es)                          | 26 163                           | 0,99    |       |        |     |
| Eugenio Ortega                   |                                       | Nouveau Pacte Social             | PDC                              | 24 406                           | 0,92    |       |        |     |
| Natalia Piergentili              |                                       | Nouveau Pacte Social             | PPD                              | 17 123                           | 0,64    |       |        |     |
| Alberto Pizarro                  |                                       | Nouveau Pacte Social             | PPD                              | 8 604                            | 0,32    |       |        |     |
| Total Nouveau Pacte Social       | Total Nouveau Pacte Social            | Total Nouveau Pacte Social       | Total Nouveau Pacte Social       | Total Nouveau Pacte Social       | 206 221 | 7,77  | 0      | 1   |